# El Masroig

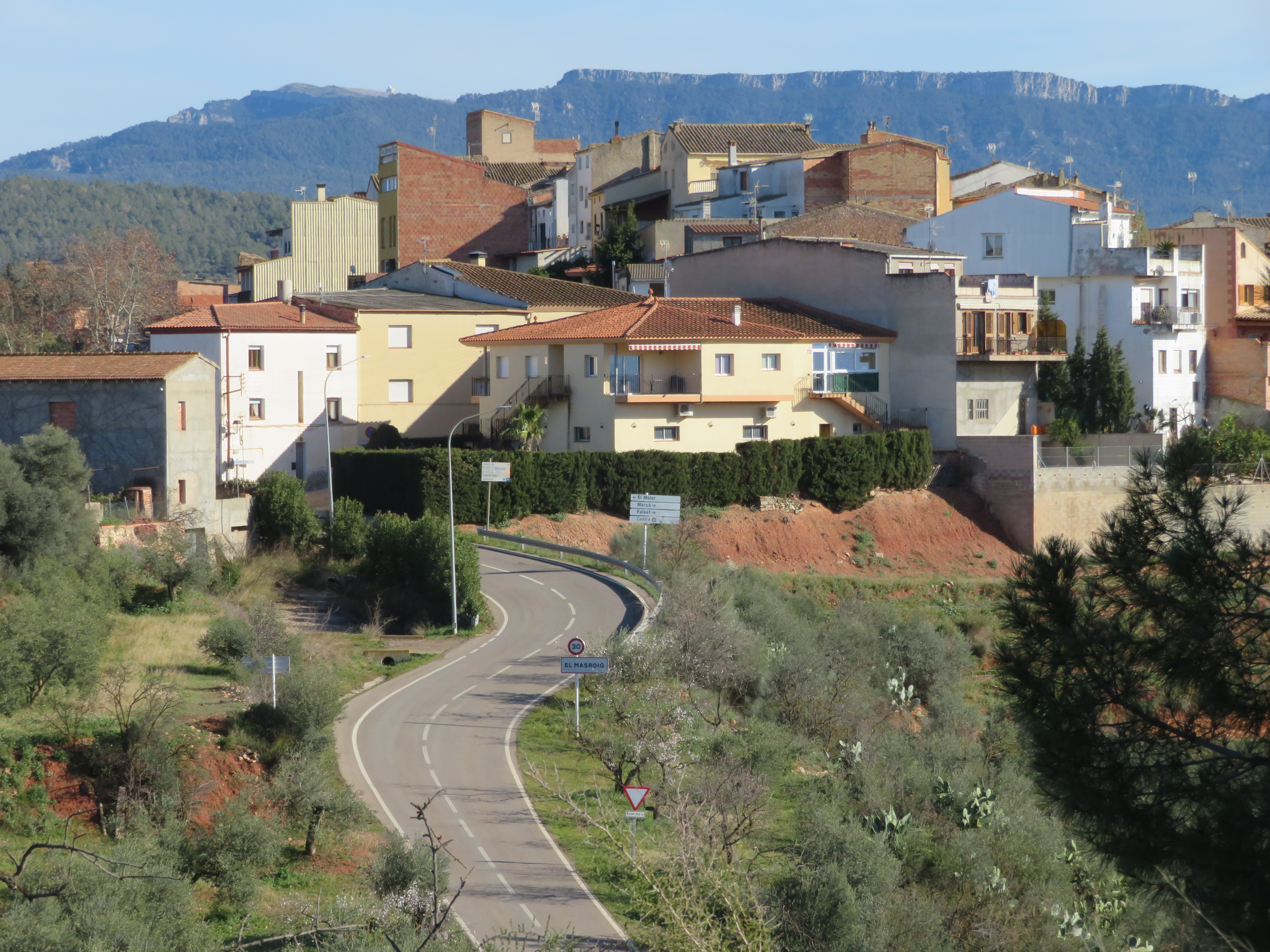
Toàn cảnh thành phố El Masroig (khu vực Priorat, Tarragona)

El Masroig là một đô thị thuộc tỉnh Tarragona trong cộng đồng tự trị Catalonia, phía bắc Tây Ban Nha. Đô thị này có diện tích là ki-lô-mét vuông, dân số năm 2009 là người với mật độ người/km². Đô thị này có cự ly km so với Tarragona.

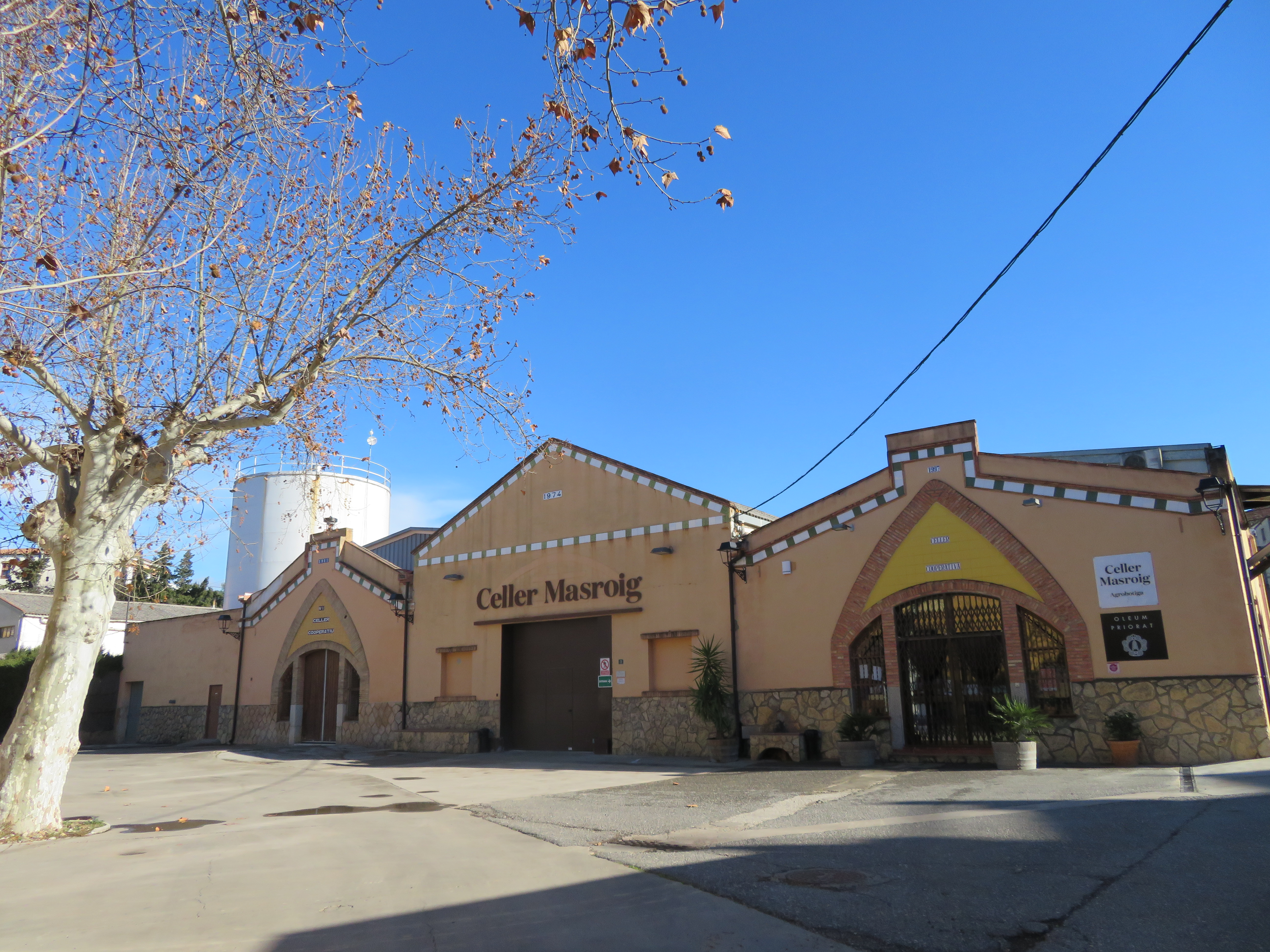
Nhà máy rượu vang El Masroig. Hầm rượu vang D.O. Montsant (khu vực Priorat, Tarragona)

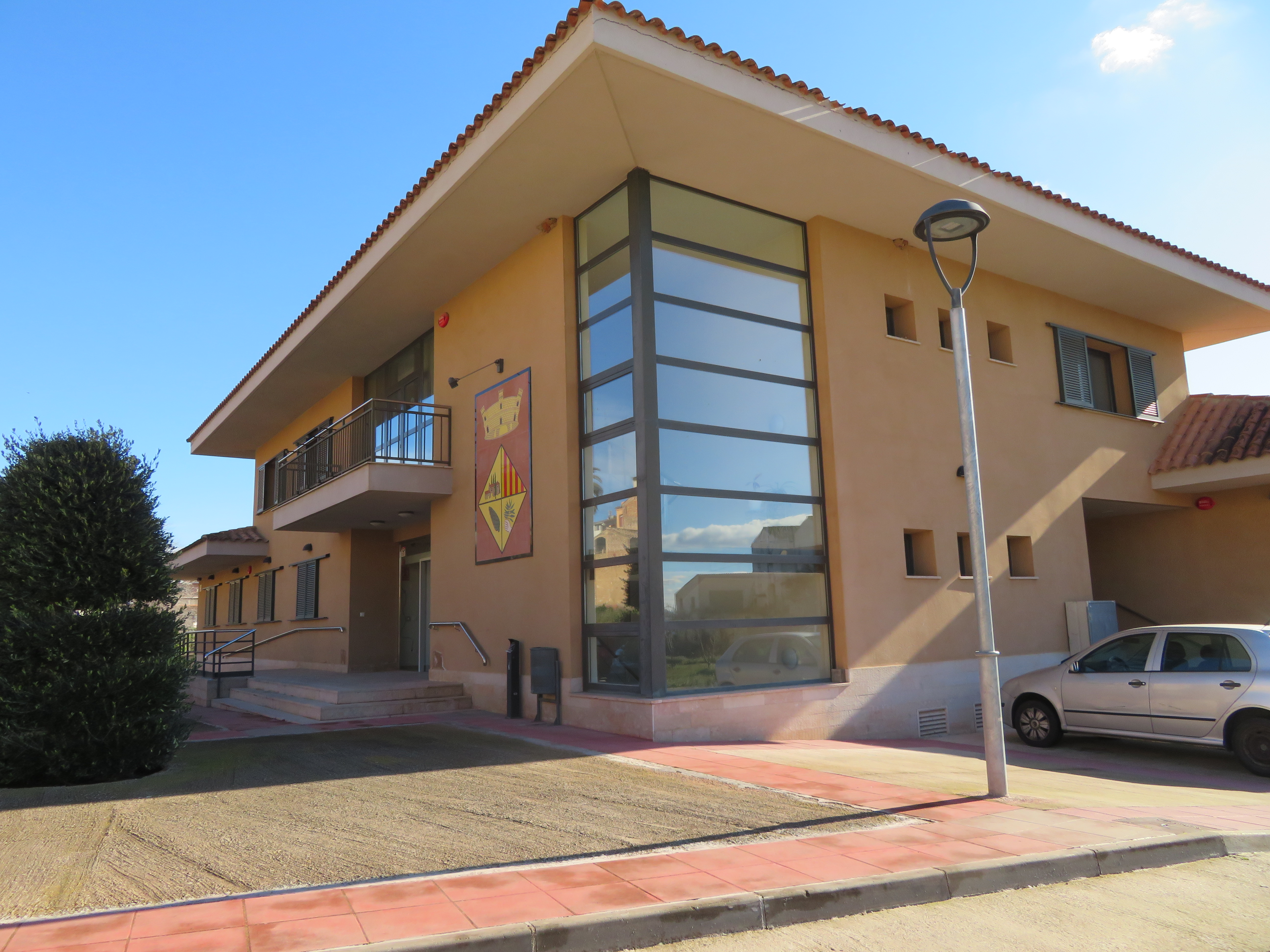
Tòa thị chính El Masroig